# Кук, Терри (футболист)
Те́ренс Джон Кук (англ. Terence John Cooke), более известный как Те́рри Кук (англ. Terry Cooke; 5 августа 1976) — английский футболист, полузащитник. Выступал за клубы «Манчестер Юнайтед», «Сандерленд», «Бирмингем Сити», «Рексем», «Манчестер Сити», «Уиган Атлетик», «Шеффилд Уэнсдей», «Гримсби Таун», «Колорадо Рэпидз», «Норт Квинсленд Фьюри» и «Габала». Также выступал за юношеские и молодёжные сборные Англии.

## Клубная карьера
Кук стал воспитанником футбольной академии «Манчестер Юнайтед». 13 июля 1992 года подписал с клубом любительский контракт, а 1 июля 1994 года — профессиональный контракт. В сезоне 1994/95 выиграл Молодёжный кубок Англии в составе «Манчестер Юнайтед». 16 сентября 1995 года дебютировал в основном составе «Манчестер Юнайтед», выйдя в стартовом составе в матче Премьер-лиги против «Болтон Уондерерс». 3 октября 1995 года забил гол в матче Кубка Футбольной лиги против «Йорк Сити». Всего в сезоне 1995/96 провёл за «Юнайтед» семь матчей, проигрывая конкуренцию юному Дэвиду Бекхэму, также игравшему на позиции правого крайнего полузащитника. В сезоне 1996/97 он провёл за «Юнайтед» только 1 матч.
В 1996 году дважды отправлялся в аренду: в «Сандерленд» и в «Бирмингем Сити». В сезоне 1998/99 выступал на правах аренды сначала за «Рексем», а затем —за «Манчестер Сити», который на тот момент играл во Втором дивизионе (третьем дивизионе английского чемпионата после Премьер-лиги и Первого дивизиона). После удачной аренды в составе «Сити» в апреле 1999 году «горожане» выкупили Кука за 600 тысяч фунтов (1 млн фунтов с учётом бонусов. В 1999 году Кук помог «Сити» выиграть плей-офф Второго дивизиона и выйти в Первый дивизион, а год спустя помог команде вернуться в Премьер-лигу. Будучи игроком «Сити» он отправлялся в аренду в клубы «Уиган Атлетик», «Шеффилд Уэнсдей» и «Гримсби Таун». В составе «Манчестер Сити» Терри Кук провёл 41 матч.
После удачной аренды в «Гримсби Таун» Кук перешёл в клуб на постоянной основе. Он провёл в клубе сезон 2002/03.
В 2003 году перешёл в «Шеффилд Уэнсдей». Провёл в клубе сезон 2003/04, после чего покинул команду и отправился в США.
В 2005 году подписал контракт с клубом MLS «Колорадо Рэпидз». В своём первом сезоне в MLS забил два гола и сделал две голевые передачи. 1 апреля 2008 года в матче первого тура MLS «Рэпидз» со счётом 4:0 разгромил «Лос-Анджелес Гэлакси», в котором играл Дэвид Бекхэм. Кук был в той игре капитаном, забил первый гол и сделал две голевые передачи. Позднее Кук был признан лучшим игроком недели в MLS.
В ноябре 2009 года перешёл в австралийский клуб «Норт Квинсленд Фьюри». Дебютировал за команду в игре против клуба «Аделаида Юнайтед» 28 ноября. В следующем году покинул команду.
В 2010 году перешёл в азербайджанский клуб «Габала», главным тренером которого был Тони Адамс. Сыграл за команду 12 матчей и забил 1 гол, после чего получил серьёзную травму колена и пропустил остаток сезона, по окончании которого покинул клуб в качестве свободного агента.

## Карьера в сборной
Выступал за сборные Англии до 16 лет (7 матчей, 2 гола), до 18 лет (8 матчей, 2 гола) и до 21 года (4 матча).

## Тренерская карьера
В 2017 году был принят в тренерский штаб клуба «Денвер Кикерс»

## Достижения
«Манчестер Юнайтед»
- Обладатель Молодёжного кубка Англии: 1994/95

«Манчестер Сити»
- Победитель плей-офф Второго дивизиона (выход в Первый дивизион): 1999[14]

Личные достижения
- Награда Джимми Мерфи лучшему молодому игроку года: 1994/95[15]